# Pickup on South Street
Pickup on South Street  (en Argentina, El Rata; en el resto de Hispanoamérica y en España, Manos peligrosas) es una película estadounidense de 1953 escrita y dirigida por Samuel Fuller, interpretada por Richard Widmark, Jean Peters y Thelma Ritter. Fue proyectada en la edición del mismo año del Festival de Cine de Venecia.

## Argumento
En el tren suburbano de Nueva York, Skip McCoy (Richard Widmark), un ratero de mano hábil, roba el billetero que lleva en su bolso una chica, Candy (Jean Peters), sin que ella se dé cuenta. Sin embargo, quien sí nota que algo ha ocurrido es el agente Zara (Willis Bouchey), quien estaba siguiendo a la mujer porque está involucrada, sin ella saberlo, en una trama conspiratoria contra el gobierno. El antiguo novio de Candy, Joey (Richard Kiley), la había enviado a una cita con un agente secreto al servicio de los comunistas para entregarle un microfilm con información reservada, y ahora esta película está en poder de McCoy. El agente Zara acude a la comisaría a pedir la colaboración del capitán Dan Tiger (Murvyn Vye) para poder identificar al ratero. La lentitud del proceso lleva al capitán Tiger a solicitar la ayuda de Moe (Thelma Ritter), una mujer con amplios conocimientos del submundo del hampa, quien igual vende corbatas baratas como información, si está bien pagada. Tras negociar con el detective el precio, pondrá a la policía tras la pista de McCoy. A su vez, a petición de Joey, Candy utilizará también sus contactos para dar con el carterista, quien, gracias al interrogatorio efectuado por la policía, se dará cuenta de la importancia del material robado e intentará sacar el máximo provecho.

## Reparto
- Richard Widmark ... Skip McCoy
- Jean Peters ... Candy
- Thelma Ritter ... Moe
- Murvyn Vye ... Captain Dan Tiger
- Richard Kiley ... Joey
- Willis Bouchey ... Zara
- Milburn Stone ... Winoki
- Parley Baer ... Comunista
- George E. Stone ... Willie - Policía
- Stuart Randall ... Detective

## Producción
Darryl F. Zanuck, productor y director ejecutivo de la 20th Century Fox, enseñó a Samuel Fuller, quien entonces estaba bajo contrato con dichos estudios, un guion de Dwight Taylor que llevaba por título Blaze of Glory. Trataba de una abogada que se enamoraba del criminal al que defendía en un caso de asesinato. A Fuller le gustó el guion pero, por su anterior experiencia como reportero de sucesos, desestimó llevar la trama al ámbito judicial, y lo reescribió para que la historia de amor ocurriera en el mundo de los bajos fondos y la delincuencia. En busca de material para añadir realismo a su historia, Fuller conoció al detective Dan Campion, del Departamento de Policía de Nueva York, quien había sido suspendido de sueldo durante seis meses por haber maltratado a un sospechoso, y en quien se basó para crear el personaje del capitán Dan Tiger.
En agosto de 1952, el guion fue considerado como inaceptable por parte de la censura impuesta con el código Hays, debido a la "excesiva brutalidad y golpes sádicos, tanto de hombres como de mujeres". En septiembre, un posterior guion presentado también fue rechazado por la "brutal paliza" sufrida por Candy en manos de Joey. De hecho, fueron necesarios diversos retoques en el guion para que este pudiera pasar la censura y llegar a las pantallas.
Fuller rechazó para el papel femenino principal a diversas actrices incluidas entre las favoritas por el estudio, como Marilyn Monroe, entonces ocupada en el rodaje de Los caballeros las prefieren rubias, Shelley Winters, Ava Gardner, quien le parecía demasiado glamourosa para el papel, o Betty Grable, quien quería un número de baile en el film. Inicialmente, también había sido desechada Jean Peters, pues su interpretación en Capitán de Castilla (1947) no había gustado a Fuller, pero, una semana antes de iniciarse la producción, vio a Peters por el estudio y se fijó en su peculiar manera de andar, muy parecida a la de muchas prostitutas. Las pruebas a las que fue sometida Peters acabaron de convencer a Fuller, quien se decidió por ella en el último momento.
El director del FBI, J. Edgar Hoover, en un almuerzo que tuvo con Fuller y Zanuck, expresó cuánto detestaba la obra de Fuller, especialmente esta película. A Hoover le disgustaba el carácter antipatriótico del personaje de Widmark, remarcando concretamente cuando este pregunta si están agitando una bandera ante él. Tampoco le complacía que se tuviera que pagar a un confidente a cambio de información. Zanuck apoyó a Fuller, llegando a decirle a Hoover que no tenía ni idea de cómo se hace una película. Sin embargo, eliminó cualquier referencia al FBI en la publicidad y en la propia película.
En la versión francesa de la película, intitulada Le Port de la Drogue, fue eliminada toda alusión al comunismo haciendo ver que la trama giraba en torno a un asunto de drogas. Los productores lo creyeron oportuno para evitar cualquier controversia en un país donde el Partido Comunista era bastante influyente.

## Comentario
A pesar de que la acción transcurre íntegramente en Nueva York, la película fue rodada en Los Ángeles por cuestiones de producción. Ello obligó a llevar a cabo un exhaustivo trabajo de efectos especiales, decorados y trucos de luz y de cámara para poder disfrazar la realidad y así engañar al espectador.
En una escena de la película, Moe (Thelma Ritter) empieza a cantar y tararear una canción. En otra escena posterior, al llegar a su habitación, hace sonar en el gramófono un disco de 78 r. p. m. de dicha canción. Se trata del famoso tema Mam'selle, con letra de Mack Gordon y música de Edmund Goulding. La canción apareció inicialmente en The Razor's Edge (El filo de la navaja), una película de 1946 dirigida por el propio Edmund Goulding y basada en la obra homónima de W. Somerset Maugham.
En 1967, la 20th Century Fox hizo un remake de la película titulado Intriga en Ciudad del Cabo. Fue dirigido por Robert D. Webb e interpretado en sus papeles principales por James Brolin (Skip McCoy), Jacqueline Bisset (Candy) y Claire Trevor.
En la novela Plegarias en la noche (Prayers for Rain) de Dennis Lehane, la empresa de material cinematográfico de uno de los personajes se llama «Pickup on South Street» por la película.

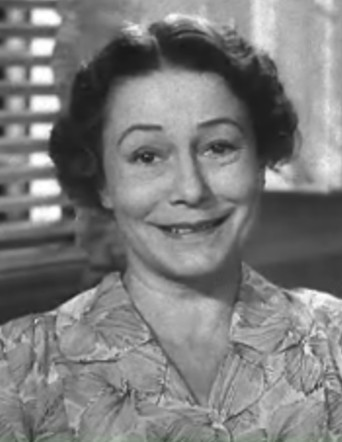
Thelma Ritter.

## Candidaturas
Por su interpretación en esta película, Thelma Ritter fue candidata al Óscar a la mejor actriz de reparto: la cuarta en esa categoría.
La película fue presentada en el Festival Internacional de Cine de Venecia como candidata al León de Oro, aunque ese galardón quedaría desierto ese año. A Fuller le fue otorgado el León de Bronce.